# Bob Berg

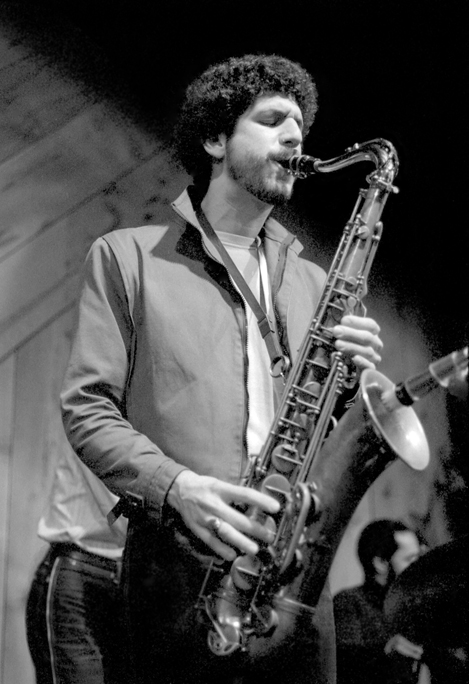
Bob Berg (1980)

Bob Berg, född 7 april 1951, död 5 december 2002, var en amerikansk jazzsaxofonist från Brooklyn i New York.
Han började sin musikaliska utbildning vid 6 års ålder då han studerade piano. Han började spelade saxofon när han var 13 år gammal. Bob Berg var mycket influerad av John Coltranes 1964-67-musik. Som student från Hard Bop-skolan spelade från 1973 till 1976 med Horace Silver och från 1977 till 1983 med Cedar Walton. Berg blev allmänt känd under den korta tid då han spelade i Miles Davis' band. Han spelade in ett album med bandet innan han lämnade Davis år 1987. Efter att ha lämnat Miles Davis' band gav han ut en bunt soloalbum och framträdde och spelade in i ett band under ledning av gitarristen Mike Stern. På soloalbumen spelade han en mer åtkomlig musikstil med att mixa funk, jazz och även country.
Han omkom 2002 i en trafikolycka i East Hampton, New York.

## Diskografi
- 1978 - New Birth
- 1982 - Steppin': Live in Europe
- 1987 - Short Stories
- 1988 - Cycles
- 1990 - In the Shadows
- 1991 - Back Roads
- 1992 - Virtual Reality
- 1993 - Enter the Spirit
- 1994 - Riddles
- 1995 - The Best of Bob Berg
- 1997 - Another Standard
- 2000 - Jazz Times Superband